# Teilhède
Teilhède ist eine französische Gemeinde mit 519 Einwohnern (Stand 1. Januar 2022) im Département Puy-de-Dôme in der Region Auvergne-Rhône-Alpes (vor 2016 Auvergne). Sie gehört zum Arrondissement Riom und zum Kanton Saint-Georges-de-Mons (bis 2015 Combronde).

## Geographie
Teilhède liegt etwa sieben Kilometer nordnordwestlich von Riom und etwa 19 Kilometer nördlich von Clermont-Ferrand. Umgeben wird Teilhède von den Nachbargemeinden Combronde im Norden, Beauregard-Vendon im Osten, Prompsat im Süden, Loubeyrat im Westen sowie Charbonnières-les-Vieilles im Westen und Nordwesten.
Durch die Gemeinde führt die Autoroute A89.

## Bevölkerungsentwicklung
| Jahr                       | 1962 | 1968 | 1975 | 1982 | 1990 | 1999 | 2006 | 2013 |
| Einwohner                  | 206  | 201  | 199  | 298  | 394  | 374  | 400  | 422  |
| Quellen: Cassini und INSEE |      |      |      |      |      |      |      |      |

## Sehenswürdigkeiten
- Kirche Saint-Pierre
- Schloss Les Raynauds